# La secta (película)
La secta es una película italiana de terror de 1991 coescrita y producida por Dario Argento. Dirigida por Michele Soavi y protagonizada por Kelly Curtis y Herbert Lom, relata la historia de una maestra estadounidense en Fráncfort que se ve envuelta en un culto satánico.

## Sinopsis
En 1970, en el sur de California, un grupo de hippies y sus hijos son abordados en un campamento del desierto por Damon, un viajero descarriado. Le dan la bienvenida y le sirven la comida. Al anochecer, mata a cada uno de ellos en asesinatos rituales con la ayuda de varios asaltantes, invocando a Lucifer durante los asesinatos. En 1991, en Fráncfort empiezan a ocurrir casos similares, y la maestra estadounidense Miriam Kreisl se ve envuelta en ello casi sin darse cuenta.

## Reparto
- Kelly Curtis es Miriam Kreisl
- Herbert Lom es Moebius Kelly
- Mariangela Giordano es Kathryn
- Michel Hans Adatte es Franz Pernath
- Carla Cassola es la dra. Pernath
- Angelika Maria Boeck es Claire Heinz
- Giovanni Lombardo Radice es Martin Romero
- Niels Gullov es el señor Heinz
- Tomas Arana es Damon
- Dario Casalini es Mark
- Paolo Pranzo es Steven
- Yasmine Ussani es Samantha
- Erica Sinisi es Sara
- Donald O'Brien es Jonathan Ford
- Michele Soavi es el mago en la televisión